# Civilization: The Card Game
Civilization: The Card Game é um jogo de cartas desenvolvido pelo designer líder do Civilization IV, Soren Johnson, e baseado na série Civilization. Foi desenvolvido em 2006 pela Firaxis Games, como bônus da caixa do Sid Meier's Civilization Chronicles (uma coleção de toda a série Civilization até 2006), e que não é adquirível de forma independente desta collection box.

## Visão Geral
Civilization: The Card Game simula o surgimento de impérios, como no jogo de computador Civilization. Os jogadores irão coletar recursos, obter lotes de terreno, construção de edifícios e maravilhas, descobrir tecnologias, e lutar entre si em seu caminho para a vitória. O jogo termina quando a tecnologia final é comprada. O jogador com mais pontos de vitória (um por cada maravilha, Tecnologia e População) é declarado o vencedor, com tiebreakers encontrado no número de tecnologias e, em seguida, número de populações adquiridos.

## Jogabilidade

### Tipos de cartas
Plot Cards fornecem a base para a economia do jogo. Os cartões de cada show um símbolo ("Coin" para o comércio, "Hammer" para a produção, e "Trigo" para alimentos) e um número. Cada turno, os jogadores vão obter o rendimento especificado em cada cartão, mais bônus para cartões de população em que a trama. Os jogadores começam com quatro cartões de enredo, mas os cartões enredo adicionais podem ser adquiridos por 15 recursos (qualquer combinação dos três recursos totallying 15) para o enredo quinta, e depois um aumento de mais 5 recursos depois. (Os custos enredo sexta 20, sétimo 25 e assim por diante). Cada parcela pode deter uma "construção" do cartão (ou seja, Biblioteca, Forja, pirâmides) a menos que o jogador tem a tecnologia de Engenharia ou três cartões População em que a trama, caso em que ele pode conter dois edifícios. Em um determinado momento, deve haver três cartas de face para cima trama mostra que estão disponíveis para compra.
Resource Cards (cartões de recursos) são usados para comprar coisas em jogo. O alimento é usado para comprar cartões de nova população, Martelos são para aquisição de edifícios e maravilhas, e comércio (moedas) são para a compra de novas tecnologias. Qualquer combinação de recursos podem ser usados para comprar novos lotes de terra. Recursos poderão ser negociadas com o banco em uma proporção de 3:1. Recursos também são encontrados em cartões do baralho jogar, e são usados da mesma forma como cartões de recurso regular.
Population Cards (cartões de população) representam a população do império de um jogador. Cada cartão população vale um ponto de vitória. Cartões população são atribuídos a lotes individuais e permanecem lá até que o fim do jogo ou até que sejam roubado em combate. Cada cartão população é comprado a um preço crescente em relação ao enredo que é para. Um enredo sem cartões população pode adicionar um cartão de população para seis alimentos, um segundo para oito, um terço para 10, e assim por diante. Não há regras sobre a distribuição uniforme das populações e é inteiramente possível para colocar todas as populações sobre o mesmo cartão. Quando os rendimentos dos recursos enredo são calculados, cada cartão população fornece um recurso adicional de um tipo que o enredo poderia produzir. Assim, um lote com três população que produz um alimento e um martelo irá produzir uma combinação adicional de Food and Hammers totalizando três. (2 Foods & 1 Hammer, 3 Foods, etc.) Com três ou mais populações em um terreno também permite que o enredo para prender dois edifícios.
Technology Cards(cartões de tecnologia) contam como uma ponto de vitória e fornecer bônus ou funcionalidades adicionais que são exclusivos para o jogador que comprou a tecnologia. Engenharia, por exemplo, permite a um jogador para colocar dois edifícios em cada parcela, independentemente do número de cartões população sobre ela. Mining permite que um bônus de um tempo de uma produção por parcela 
Military Cards (cartões militares) são extraídos do playdeck e só são usados para qualquer outro jogador de ataque durante a etapa de Combate, ou em resposta a um outro jogador atacar-lo durante sua etapa de Combate. Eles são mantidos escondidos na mão de um jogador qualquer outro momento. Cada cartão Militar mostra um tipo específico de unidade encontrados no jogo de computador, e especifica suas características. Algumas unidades (Arqueiros, Lanceiros, Axemen) pode defender, e outros (Chariot, Spearment Swordsmen, Axemen) pode atacar. Cada carta também especifica detalhes sobre como ela pode participar em combate.
Building Cards (cartões de construção) cartas são retiradas da playdeck e reflete um edifício encontrados no jogo de computador. Cada cartão tem um preço de compra que é pago em Hammers, e também um "efeito" que acontece uma vez que o edifício é adquirido e colocado em um lote de terra. A Tulha, por exemplo, faz com que seu enredo para produzir o dobro de produção de base a sua comida. Outros edifícios, tais como bibliotecas ou Mosteiros vai conceder os pontos controlador de Cultura e / ou reduzir o custo de aquisição de cartões de Tecnologia. Edifícios e maravilhas são limitados a um (total) por lote de terra, a menos que a trama tem 3 ou mais da população ou o jogador controla a tecnologia de Engenharia. Edifícios podem ser destruídos em combate por Espadachins e Axemen. Quando destruído, um edifício retorna para a mão de seu controlador e deve ser re-adquirido para construí-lo novamente.
Wonder Cards (cartões de maravilhas) são retiradas da playdeck e refletem as maravilhas encontradas no jogo de computador. Maravilhas valem um ponto cada vitória. Como edifícios, cada maravilha tem um preço de compra que é pago em Hammers, e um "efeito" que acontece uma vez a maravilha é colocado em um lote de terra. Maravilhas não pode ser destruída por um adversário, pois eles não são edifícios.

## Conceitos do jogo
Victory Points (pontos de vitória) são usados para determinar o vencedor do jogo, quando a última tecnologia é comprada . Pontos de vitória são concedidos um de cada vez por cada cartão de população, Maravilha, de propriedade e Tecnologia e ativo. Eles são indicados por um círculo azul claro com um ícone de coroa e um numeral 1 sobrepostos.
Culture (cultura) é determinada para cada jogador somando-se todas as tecnologias, maravilhas e edifícios que têm essa cultura subvenção. Cultura é indicado por um símbolo nota roxo musical e um número que especifica quantos "pontos de cultura" vale a pena. Um jogador com a maior cultura que é também maior do que 2 recebe o status de Maior cultura. "Mais alta Cultura" permite que um jogador desenhar e descartar uma carta adicional durante a sua etapa de compra.
Happiness (felicidade) é determinada de forma semelhante à cultura, mas com ícones amarelos happy face em vez de notas musicais. Tendo a maior pontuação felicidade de todos os jogadores (mínimo 2) confere status à maior felicidade.

## Configuração Jogo
Todos os cartões devem ser separados em seus respectivos grupos e embaralhadas. Cartões de recursos deve ser classificada e reserve, juntamente com os cartões de população.

### Cartões Plot
Começando com o jogador à esquerda do dealer, cada jogador recebe duas cartas Plot, face-up, aleatoriamente do baralho Plot. Uma vez que essas parcelas são distribuídas, o comerciante coloca um número de cartões de enredo, um por jogador, no meio do rosto área de jogo para cima. Começando com o jogador à esquerda do dealer, cada jogador "rascunhos" uma das parcelas a face para cima. Outro conjunto de cartas enredo são colocados face para cima sobre a mesa e desta vez o revendedor primeiros rascunhos e prossegue na direção oposta, com o jogador sentado à esquerda do dealer receber o enredo passado.
Com parcelas distribuídos, mais três parcelas estão viradas para cima, mas desta vez retiradas. Três cartas de tecnologia estão agora viradas para cima e reserve, junto às parcelas de terra. Estes são todos disponíveis para compra durante o turno de cada jogador. Como cada um é comprado, ele deve ser substituído de modo que há sempre três de cada disponível. Se houver menos de três remanescentes de qualquer tipo, em seguida, exibir as cartas restantes do mesmo tipo.

### População
Cada jogador recebe um cartão de população livre, para ser colocado em um terreno de sua própria escolha.

### Mão inicial
Começando com o jogador à esquerda do dealer, o jogador chama a seis cartas do baralho jogar. O próximo jogador chama a 7, o terceiro jogador (se houver) chama a 8, eo quarto jogador (se houver) chama a 9. Todos os jogadores, na mesma ordem, logo em seguida descartar duas das cartas tiradas. O jogo começa com o jogador à esquerda do dealer.

## Sequência da rodada

### Coletando Cartões de Recursos
O jogador atual primeiro recolhe o rendimento mostrado em cada um dos seus cartões de enredo. Se houver qualquer modificadores de edifícios ou tecnologias, essas são coletados. Se o jogador tem todas as populações em suas cartas, ele pode demorar um recurso adicional por população. O recurso adicional deve ser de um tipo produzido por esse enredo. Se houver múltiplas populações de uma trama, o jogador pode misturar e combinar os recursos de bônus fornecidos pelas populações, desde que o bônus total igual ao número de populações e que os recursos são o que o enredo pode render.

### Compras
O jogador pode jogar atuais edifícios ou maravilhas da sua mão, pagando o custo de martelos, menos quaisquer modificadores que possam ter devido a tecnologias de felicidade, ou maravilhas. O jogador pode também optar por comprar um rosto de tecnologia, a população adicionais, ou um lote adicional de terra.

### Combate
O jogador corrente pode opcionalmente entrar em combate com os jogadores adjacentes. O jogador atacante pode atacar qualquer jogador adjacentes, ou ambos, através do envio de pelo menos uma unidade de ataque em cada jogador defensor. Rendimentos de combate como este (atual jogador é chamado de "atacante" Os jogadores sendo atacados são referidos coletivamente como "defensores".

### Descarte
O jogador declara o fim da sua vez, atrai 4 cartas do Baralho jogo e adiciona-los ao seu lado. Então, eles rever suas mãos em sua totalidade e descartar duas cartas dela para a pilha de descarte. A tecnologia permite Astronomia um cartão adicional a ser desenhado. Mais alto Cultura permite um cartão adicional a ser tirada, ao custo de descartando também um cartão adicional.